# Jan Garbarek

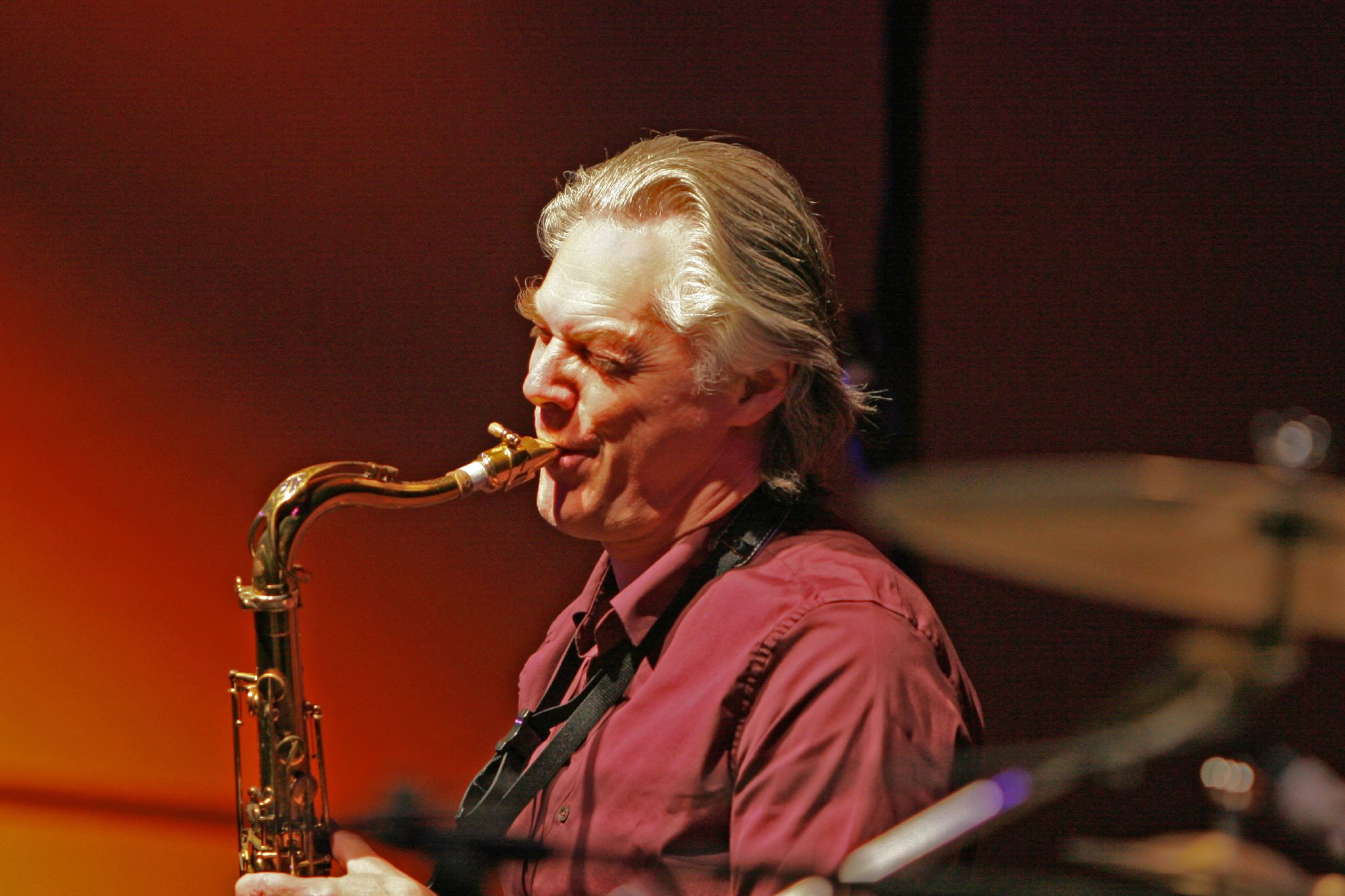
Jan Garbarek live in Athen (2007)

Jan Garbarek (* 4. März 1947 in Mysen, Norwegen) ist ein norwegischer Jazzmusiker (Saxophone, Synthesizer, Flöten). Er zählt zu den wichtigen zeitgenössischen Jazzmusikern in Europa und gilt mit seinem klaren, asketischen Saxophonton als herausragender Vertreter der skandinavischen Jazz-Szene.

## Leben
Jan Garbarek, der Sohn des ehemaligen polnischen Kriegsgefangenen Czesław Garbarek und der norwegischen Bauerntochter Kari Nordbø, war bis zum Alter von sieben Jahren staatenlos. Er wuchs in Oslo auf. Als Musiker war Garbarek Autodidakt. Saxophon lernte er unter dem Einfluss von John Coltrane, den er 1961 im Radio hörte. 1962 gewann er einen Amateurwettbewerb. Bald darauf hatte er eine eigene Band mit Terje Rypdal, Arild Andersen und Jon Christensen.
Als prägende Einflüsse erwähnt Garbarek auch die Begegnung mit George Russell, der beim Molde Jazzfestival Mitte der 1960er Jahre spontan auf der Bühne bei Garbareks Auftritt einsprang, und den Einfluss des Ende der 1960er Jahre in Schweden lebenden Don Cherry. Auf Bitten des frühen Weltmusikers Cherry suchte er auch Kontakt zur skandinavischen Folklore. Mit Russell spielte er auf dessen Bigband-Alben The Essence of George Russell (1966), Othello Ballet Suite (1967) und Electronic Sonata for Souls Loved by Nature (1968); Russell nannte ihn die originärste europäische Stimme seit Django Reinhardt. 1968 war er der norwegische Vertreter auf dem Festival der European Broadcasting Union (er spielte dort u. a. Naima von Coltrane); im selben Jahr erhielt er den Buddyprisen. Er nahm auch mit Karin Krog, Georg Riedel und Egil Kapstad auf.
Sein erstes Album unter eigenem Namen nahm er 1967 auf (Til Vigdis). Ab 1970 tourte er auch in Mitteleuropa. Den künstlerischen Durchbruch erzielte er spätestens mit dem Album Witchi-Tai-To (ECM, 1974), dessen Titelstück von Jim Pepper stammt und über Don Cherry in sein Repertoire kam, sowie Carla Bleys A.I.R. und Don Cherrys Desireless. Von 1974 bis 1979 trat Garbarek auch zusammen mit dem Pianisten Keith Jarrett, dem Bassisten Palle Danielsson und dem Schlagzeuger Jon Christensen als Jarretts European Quartet auf. Auch vertonte er mit den anderen Musikern seines skandinavischen Quartetts Texte von Jan Erik Vold (HAV, 1971, Ingentings Bjeller, 1977) und spielte mit weiteren Musikern des ECM-Labels wie Bill Connors, Ralph Towner (Solstice, 1974), Kenny Wheeler oder David Darling.

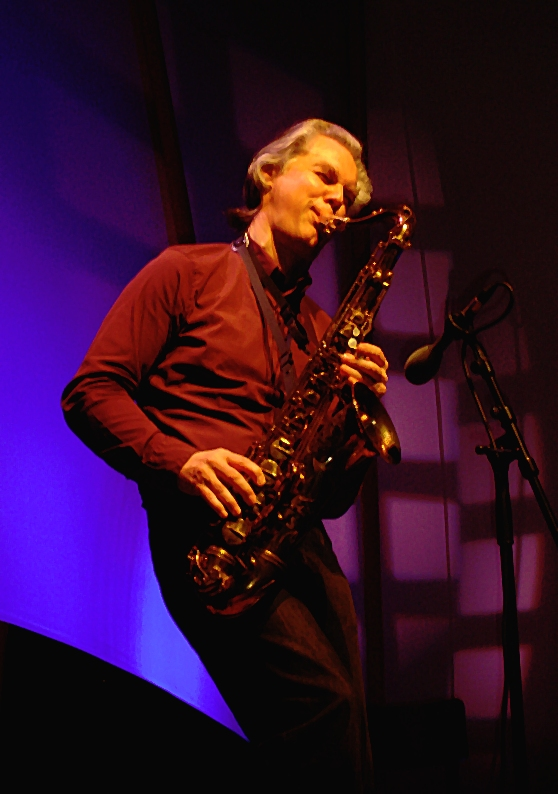
Jan Garbarek live (2007)

Später trat Garbarek zunehmend als Musiker in Projekten mit weltmusikalischem Hintergrund in Erscheinung, aber auch als Jan Garbarek Group mit Rainer Brüninghaus und Eberhard Weber, sowie Manu Katché / Trilok Gurtu / Naná Vasconcelos / Marilyn Mazur. 1982 erhielt er den norwegischen Gammleng-Preis in der Rubrik Jazz.
1986 spielte Jan Garbarek das tragende musikalische Thema in der Filmmusik von Eleni Karaindrou zu dem Film Der Bienenzüchter (O Melissokomos) von Theo Angelopoulos.
Garbarek komponierte und spielte die Musik zu den Eröffnungs- und Abschlussfeierlichkeiten der Olympischen Winterspiele von Lillehammer, Norwegen, die im Februar 1994 stattfanden. Die musikalischen Themen wurden teilweise aus der CD „I Took Up The Runes“ (1990) aufgegriffen, insbesondere das Molde Canticle, auch interpretiert von Sissel.
1994 veröffentlichte Garbarek das viel beachtete Bestseller-Album Officium. Auf der Aufnahme begleitete er mit seinem Saxophon als „fünfte Stimme“ das Hilliard Ensemble bei Werken aus der Entstehungszeit des Gregorianischen Gesangs bis zur Renaissance.
Als wichtiger Einfluss für das Spiel Garbareks gilt, neben den klassischen amerikanischen Jazzgrößen, vor allem die traditionelle norwegische Folklore und die Orientierung am Gesang, die Garbareks Spiel einen völlig eigenen, unverwechselbaren Sound verleiht. „Die Utopie des unendlichen Atems und des natürlichen Wohlklangs treibt Garbareks Musik an“, meint Ulrich Greiner. Seine Musik sieht Garbarek selbst nur noch entfernt mit dem Jazz verwandt. Fast alle Alben Garbareks erscheinen bei dem deutschen Label ECM – auch seine Beteiligung an Alben anderer Künstler beschränkt sich nahezu vollständig auf das Label. Er ist seit 1970 bei ECM und heute einer der Stars des Labels. Sein Einfluss wirkte auf die ganze skandinavische Jazz-Musikszene prägend. Aufgrund seiner norwegisch-deutschen Beziehung und europäischen Bedeutung im Jazz wurde er im Oktober 2014 mit dem Willy-Brandt-Preis ausgezeichnet.
Seit 1968 ist Garbarek mit der Autorin Vigdis Garbarek verheiratet und hat seit 1970 eine Tochter, Anja, die ebenfalls Musikerin ist.
Jan Garbarek spielt vorwiegend Sopransaxophon, aber auch Tenor- und Bass-Saxophon.

## Diskografie (Auswahl)
- Jan Garbarek/Arild Andersen/Jon Christensen/Terje Rypdal Esoteric Circle (Flying Dutchman 1969)
- Jan Garbarek/Arild Andersen/Jon Christensen/Terje Rypdal Afric Pepperbird (ECM, 1970)
- Jan Garbarek/Arild Andersen/Jon Christensen/Terje Rypdal Sart (ECM, 1971)
- Jan Garbarek/Arild Andersen/Edward Vesala Triptykon (1972)
- Art Lande/Jan Garbarek Red Lanta (1973)
- Jan Garbarek/Bobo Stenson/Jon Christensen/Palle Danielsson Witchi-Tai-To (1973)
- Jan Garbarek/Keith Jarrett/Palle Danielsson/Jon Christensen Belonging (1974)
- Keith Jarrett/Jan Garbarek/Strings of Radio Symphony Orchestra Stuttgart Luminessence (1974)
- Jan Garbarek/Bobo Stenson/Jon Christensen/Palle Danielsson Dansere (1975)
- Jan Garbarek/Ralph Towner Dis (1976)
- Jan Garbarek/John Taylor/Bill Connors/Jack DeJohnette Places (1977)
- Jan Garbarek/Keith Jarrett/Palle Danielsson/Jon Christensen My Song (1978)
- Photo with Blue Sky, White Cloud, Wires, Windows and a Red Roof (mit Bill Connors und John Taylor, 1978)
- Jan Garbarek/Charlie Haden/Egberto Gismonti Magico (1979)

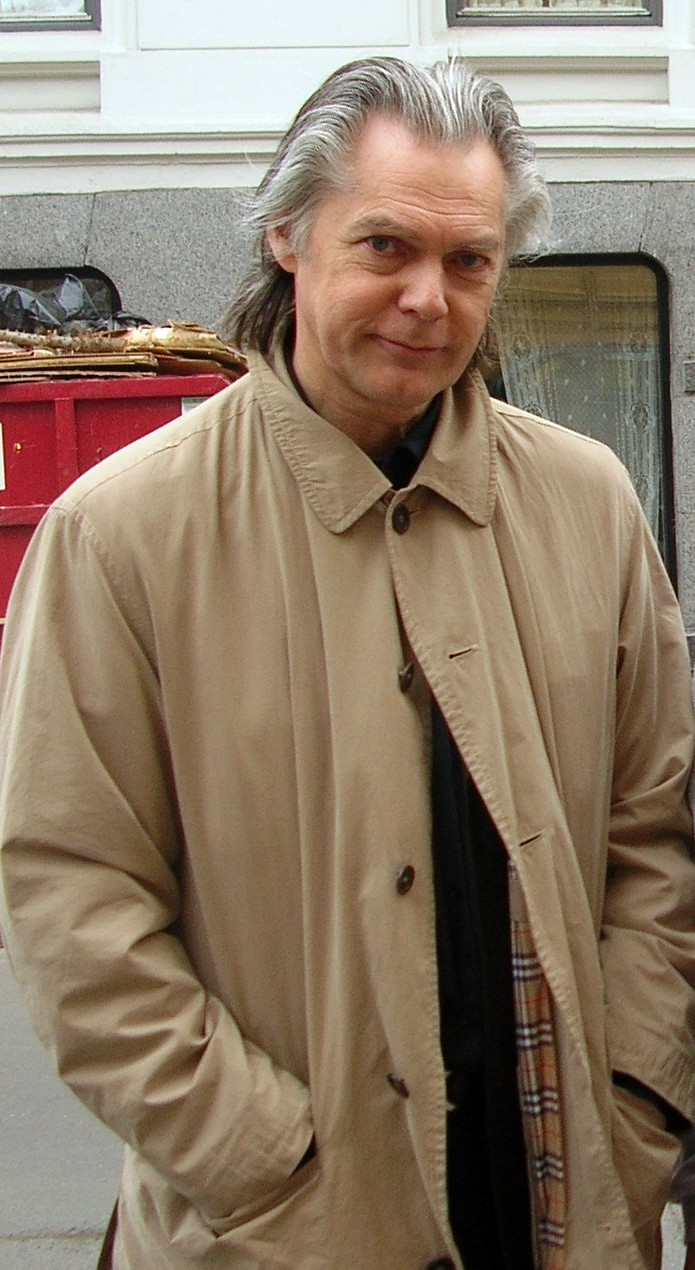
Jan Garbarek (2005)

- Jan Garbarek/Kjell Johnsen Aftenland (1979)
- Jan Garbarek/John Abercrombie/Naná Vasconcelos Eventyr (1981)
- Paths, Prints (mit Bill Frisell/Eberhard Weber/Jon Christensen, 1982)
- Wayfarer (mit Bill Frisell/Eberhard Weber/Michael Di Pasqua, 1983)
- It’s OK to Listen to the Gray Voice (Jan Garbarek/David Torn/Eberhard Weber/Michael Di Pasqua, 1984)
- Jan Garbarek/Gary Peacock Guamba (1987)
- Legend of the Seven Dreams (mit Rainer Brüninghaus/Naná Vasconcelos/Eberhard Weber, 1988)
- Agnes Buen Garnås/Jan Garbarek Rosensfole (1989)
- 1990: Star (Jan Garbarek/Miroslav Vitouš/Peter Erskine)
- I Took Up the Runes (mit Rainer Brüninghaus/Eberhard Weber/Naná Vasconcelos/Manu Katché/Bugge Wesseltoft/Ingor Ántte Áilu Gaup, 1990)
- Paul Giger/Pierre Favre/Jan Garbarek Alpstein (1991)
- Twelve Moons (Jan Garbarek/Rainer Brüninghaus/Eberhard Weber/Manu Katché/Marilyn Mazur, 1992)
- Jan Garbarek/Anouar Brahem/Ustad Shaukat Hussain Madar (1992)
- Jan Garbarek/Ustad Fateh Ali Khan Ragas and Sagas (1992)
- Miroslav Vitous/Jan Garbarek Atmos (1993)
- Jan Garbarek, The Hilliard Ensemble: Officium (Aufnahme: September 1993, Veröffentlichung: September 1994 Lieder: 15)
- Visible World (mit Quintett und Mari Boine, 1995)
- Rites (Aufnahme: März 1998 Veröffentlichung: Oktober 1998 Lieder: 16 auf zwei CDs)
- Jan Garbarek, The Hilliard Ensemble: Mnemosyne (Doppel-CD, 1999)
- Miroslav Vitous/Jan Garbarek/Chick Corea/John McLaughlin/Jack DeJohnette Universal Syncopations (2003)
- In Praise of Dreams (mit Kim Kashkashian, Manu Katché, 2004)
- Marilyn Mazur/Jan Garbarek Elixir (2008)
- Dresden – In Concert (mit Rainer Brüninghaus, Yuri Daniel, Manu Katché, 2009)

## Lexigraphische Einträge
- Wolf Kampmann (Hrsg.), unter Mitarbeit von Ekkehard Jost: Reclams Jazzlexikon. Reclam, Stuttgart 2003, ISBN 3-15-010528-5.
- Martin Kunzler: Jazz-Lexikon. Band 1: A–L (= rororo-Sachbuch. Bd. 16512). 2. Auflage. Rowohlt, Reinbek bei Hamburg 2004, ISBN 3-499-16512-0.
- Jürgen Wölfer: Lexikon des Jazz Wien 1999 ISBN 3-85445-164-4 (2. Auflage).